# Паш, Лоренц Старший
Лоренц Паш Старший (1702, Стокгольм — 1766, Стокгольм) — шведский художник, портретист.

## Биография
Родился, вероятно, в марте 1702 года, в семье художника из Любека Данкворта Паша. Его братья Данквардт Паш Младший (1690-1759) и Йохан Паш (1706—1769) также стали художниками, как и его дети, Лоренц Паш Младший (1733—1802) и Ульрика Паш, которая стала первой женщиной-членом Шведской королевской академии свободных искусств.
Вначале обучался живописи у своего отца. В 1714 году он стал учеником Давида фон Крафта. В 1721 году отправился в Лондон, в котором учился ряд шведских художников. Его друзья Майкл Даль и Ханс Хисинг ввели его в круг британских живописцев. Он был одним из последних учеников художника Готфрид Кнеллера, изучал картины Питера Лели, что оказало большое влияние на его дальнейшее творчество.
В 1728 году, в связи со смертью отца, вернулся в Стокгольм. Два года спустя он женился на Анне Хелене Бекман (1706-1756), дочери местного чиновника. Они поселились в районе Норрмальм. В 1730-е годы считался одним из наиболее известных портретистов Швеции. Пользовался популярностью в аристократических кругах.
В середине 1700-х годов оказался в тени шведских портретистов Олофа Арениуса (1701—1766) и Густава Лундберга (1695—1786). В последние годы жил, благодаря поддержке своей дочери.
Умер в 1766 году в Стокгольме.

Некоторые работы
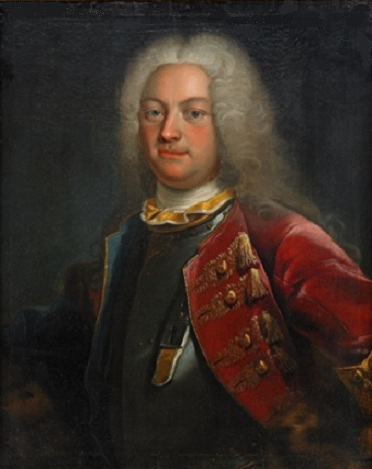
Портрет Карла Фредрика Пипера
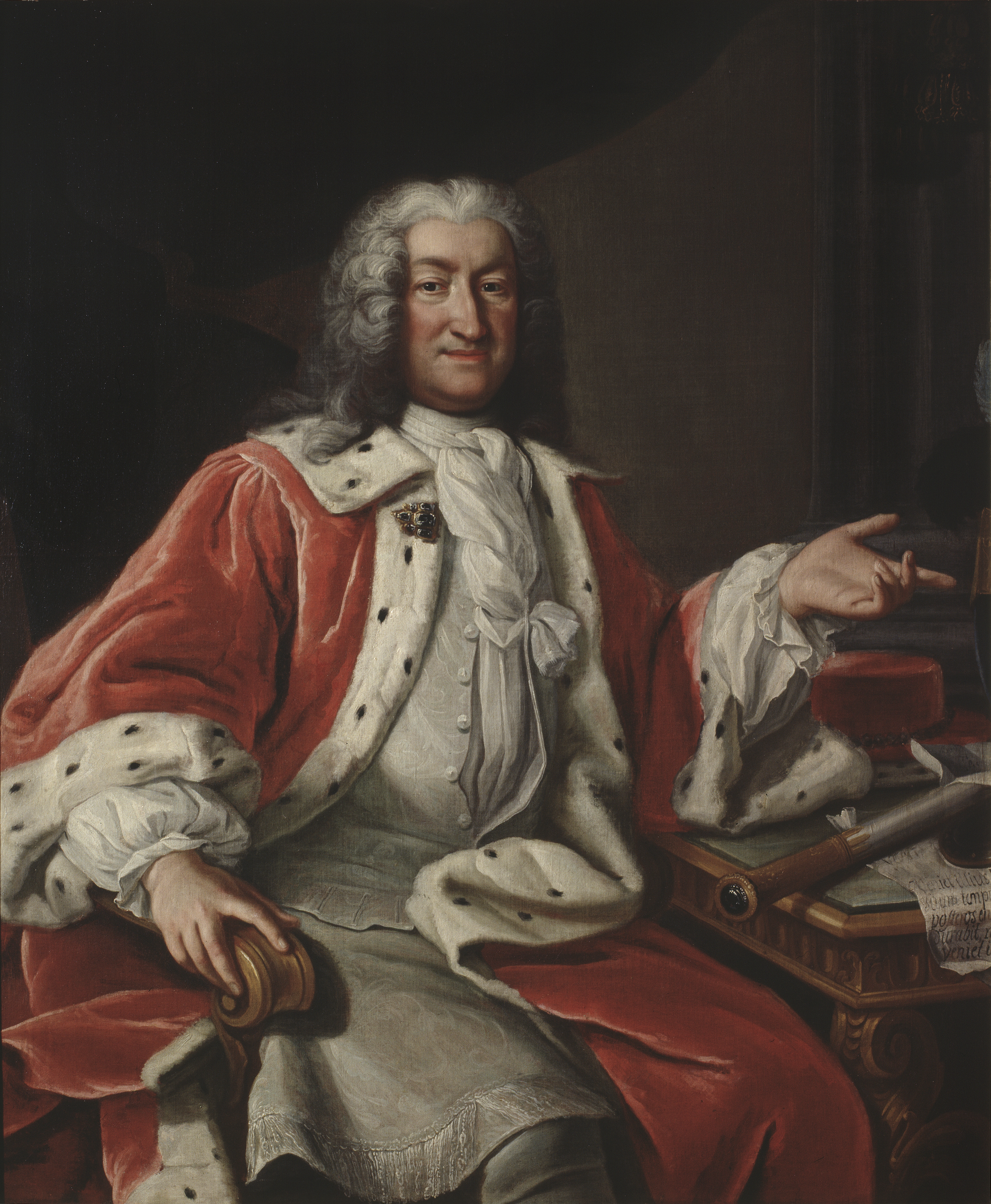
Портрет Арвида Бернгарда Горна